# Pothyne polyplicata
Pothyne polyplicata là một loài bọ cánh cứng trong họ Cerambycidae.